# 854 هـ
854 هـ هي سنة في التقويم الهجري امتدت مقابلةً في التقويم الميلادي بين سنتي 1450 و1451.

## وفيات
- ابن الضياء
- شهاب الدين ابن عربشاه
- عبد الله الحجاري
- المستكفي بالله الثالث